# Tridophyllum pentandrum
Tridophyllum pentandrum là loài thực vật có hoa trong họ Hoa hồng. Loài này được (Engelm. ex Torr. & A. Gray) Greene miêu tả khoa học đầu tiên năm 1906.